# Rio Cèze
O rio Cèze é um rio afluente do rio Ródano pela margem direita, e que corre pelos departamentos de Lozère e Gard, na região de Languedoc-Roussillon, em França.
Nasce a 798 m de altitude, na comuna de Saint-André-Capcèze (Lozère, junto ao limite com Gard). O seu comprimento é de 128,4 km e drena uma bacia de 1359 km².
Com exceção dos primeiros quilómetros do seu curso e de um pequeno troço que marca o limite do departamento de Ardèche, percorre a parte setentrional do departamento de Gard. É paralelo ao rio Ardèche. As principais povoações por onde passa são Bessèges, Saint-Ambroix e Bagnols-sur-Cèze.
Apresenta gargantas (Gorges de Cèze, perto de Montclus) e cascatas (como a de Sautadet perto de La Roque-sur-Cèze). Nas suas margens pode encontrar-se o castor-europeu (Castor fiber).